# Товароподемност
Товароподемност на превозно средство – автомобил, железопътен вагон, плавателен съд, летателен апарат и др., е максималното количество товар (в тонове или килограми), което може да бъде натоварено на него.

## Описание
Този показател може да варира от няколкостотин килограма (при малки автомобили) до десетки и даже стотици хиляди тона (при кораби).
Автомобилите се подразделят на такива с малка (до 2,5 т), средна (2,5 – 5 т) и голяма (над 5 т) товароподемност, като самосвалите товарят до 30 т, а камионите за строителството и рудодобива – от 40 до 100 т и дори повече.
Железопътните вагони могат да поемат съответно:
- 2-осни вагони – от 15 до 27,5 т,
- 4-осни вагони – от 40 до 62,5 т,
- 8-осни вагони – до 125 т.

Най-разпространение са корабите с товароподемност от 5 до 25 хил. т, като при танкерите тя е значително по-голяма.
Сравнително по-малка е товароподемността на самолетите – от 5 до 25 т, и особено на хеликоптерите. За авиационните превозни средства е важно също и разстоянието на превоза (и възможностите за зареждане с гориво).

## В авиацията
Английският термин payload се прилага за полезния товар, пренасян със самолети или ракети-носители и може да включва карго, пътници, екипаж, амуниции, научна или друга апаратура. Ако се носи допълнително гориво, то също е част от товара. В бизнес контекст (например карго или чартърни полети) полезният товар се ограничава само до носещите приходи товари.
За ракета-носител полезният товар може да е спътник, космическа сонда или космически апарат с хора, животни или друг товар. За балистична ракета полезният товар е една или повече бойни глави и съответните им системи; тяхното тегло се нарича throw-weight.